# 교체 (스포츠)

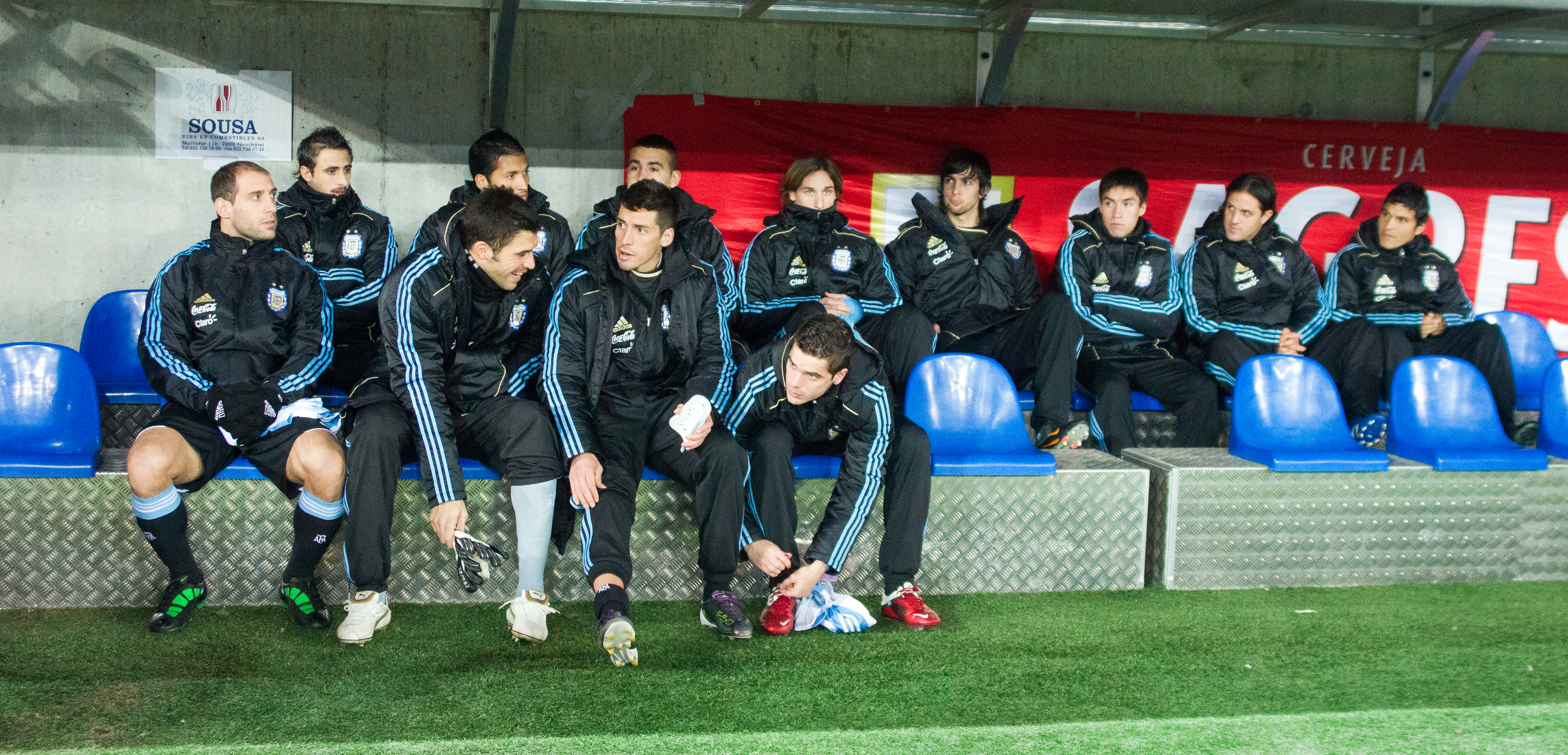
아르헨티나 축구팀 교체 벤치(2011년)

단체 스포츠에서 교체(substitution)는 경기 중에 한 선수를 다른 선수로 교체하는 것이다. 선발 라인업에 포함되지 않은 선수는 후보 선수, 교체 선수, 벤치 선수, 백업, 인터체인지, 예비 선수로 부르며 벤치에 상주하며 선발 선수를 교체할 수 있다. 경기 후반에 해당 교체 선수는 다른 교체 선수나 현재 벤치에 있는 선발 선수로 교체될 수 있다.
자유 교체(free substitution) 또는 롤링 교체(rolling substitution)는 플레이어가 게임이 진행되는 동안, 일반적으로 생방송 경기 중 타임아웃이나 기타 휴식 시간 동안 여러 번 다른 플레이어를 위해 게임에 입장하고 나갈 수 있도록 허용하는 일부 스포츠의 규칙이다. 코치는 무제한으로 선수를 데려오고 내보낼 수 있다. 다른 스포츠에서는 제한된 교체로 인해 선수 교체 방식이 제한된다.

## 같이 보기
- 농구